# Incrocio (linguistica)
L'incrocio, in linguistica, è il prodotto (per lo più in ambito lessicale) di una contaminazione tra due parole (non per forza della stessa lingua).
Esso è spesso provocato da associazioni mentali e analogie (non sempre fondate). Così, ad esempio:
- it. veletta si incrocia con il verbo it. vedere per formare vedetta[2];
- lat. pruīna si incrocia con bruma per formare brina;
- lat. laticem (da latex) si incrocia con latte per formare lattice.